# Zastava M19
Zastava M19 é um fuzil modular de 6,5/7,62 mm, desenvolvido pela Zastava Arms e foi adotado pelas Forças Armadas da Sérvia em 2022.

## Descrição
M19, é baseado no bem testado princípio Kalashnikov, com câmara para o cartucho 6,5mm Grendel ou para o 7,62×39mm. O Zastava M19 é operado a gás com um sistema de travamento de ferrolho rotativo. A confiabilidade do funcionamento em diferentes condições climáticas e de campo foi confirmada por métodos de teste rigorosos de acordo com os padrões militares. O fuzil modular M19, dependendo da tarefa e missão, pode usar canos de 7,62 mm ou 6,5 mm. A modificação se reflete na construção da trava cruzada no receptáculo, que permite a substituição fácil e rápida do cano, sem desmontar o fuzil e sem usar ferramentas. Além de canos de diferentes calibres, dentro de um mesmo calibre existem diferentes comprimentos de cano (254 mm e 415 mm), o que permite que o fuzil se adapte rapidamente a diversas situações de combate, de forma que basicamente o mesmo fuzil possa ser utilizado como submetralhadora, fuzil de assalto, metralhadora leve ou fuzil de atirador designado. Mudar o calibre do fuzil também requer a troca do carregador, e os carregadores são claramente marcados e visivelmente diferentes. A capacidade do carregador para o calibre 7,62×39mm é de 30 cartuchos e para o calibre 6,5 mm a capacidade do carregador pode ser de 25 e 20 cartuchos.
Está equipado com sistemas de mira complexos - mira óptica diurna e reflexa, além de mira térmica, o que aumenta significativamente a eficiência da ação noturna. A funcionalidade da faixa de temperatura do fuzil é de -30°C a +50°C.
Em linha com as tendências modernas de fuzis de assalto, o M19 possui uma tampa integrada e forro superior da câmara de gás com um longo trilho "Picatinny" que aceita todos os tipos de miras optoeletrônicas, além de uma alça de liberação do obturador que permite o ensaio com a mão esquerda e direita e um controle de tiro no lado esquerdo da alça adequado para o manuseio.
A coronha telescópica dobrável possui apoio de bochecha ajustável, a alça traseira é ergonomicamente melhorada e com a alça frontal permite uma pegada mais firme e estável, especialmente durante o disparo em rajada. O botão de suporte da estrutura foi expandido para facilitar a remoção e substituição da estrutura.

## Operadores
- Sérvia - Forças Armadas da Sérvia